# Калмукі
Калмукі (пол. Kałmuki) — село в Польщі, у гміні Панки Клобуцького повіту Сілезького воєводства.
Населення — 271 особа (2011).
У 1975-1998 роках село належало до Ченстоховського воєводства.

## Демографія
Демографічна структура станом на 31 березня 2011 року:
|          | Загалом | Допрацездатний вік | Працездатний вік | Постпрацездатний вік |
| -------- | ------- | ------------------ | ---------------- | -------------------- |
| Чоловіки | 140     | 23                 | 90               | 27                   |
| Жінки    | 131     | 30                 | 70               | 31                   |
| Разом    | 271     | 53                 | 160              | 58                   |